# Falkenberg ved Elster
Falkenberg er en by i landkreis Elbe-Elster i den tyske delstat Brandenburg, ca. 90 km syd for Berlin. Byen er beliggende ved floden Schwarze Elster.
Falkenberg er et vigtigt jernbaneknudepunkt med forbindelse til bl.a. Berlin, Leipzig, Neubrandenburg, Cottbus, Dessau, Magdeburg, Wittenberg, Hoyerswerda og Stralsund. Desuden er byen endestation for Niederlausitzer Eisenbahn.